# Manuel Sousa Montero
Manuel Sousa Montero, más conocido como Sousa (Utrera, provincia de Sevilla, 27 de octubre de 1967) es un futbolista español. Jugó en la posición de delantero.
Se formó en las categorías inferiores del Sevilla FC.

## Clubes
| Club              | País   | Año       |
| ----------------- | ------ | --------- |
| Sevilla Atlético  | España | 1987-1990 |
| Atlético Marbella | España | 1990-1993 |
| U.D. Almería      | España | 1993-1995 |
| Málaga CF         | España | 1995-1996 |
| Écija Balompié    | España | 1996-1997 |
| U.D. Almería      | España | 1997-1998 |
| Xerez CD          | España | 2004-2009 |
| Dos Hermanas CF   | España | 2009-2010 |

- Datos: Q9028162